# Nomalonia eremophila
Nomalonia eremophila är en tvåvingeart som beskrevs av Hesse 1975. Nomalonia eremophila ingår i släktet Nomalonia och familjen svävflugor. Inga underarter finns listade i Catalogue of Life.